# Kailash Sankhala
Kailash Sankhala (30 gennaio 1925 – Jaipur, 15 agosto 1994) è stato un biologo e ambientalista indiano.

## Biografia
È stato il direttore del parco nazionale zoologico di Delhi e a capo del Chief Warden Wildlife del Rajasthan.
Meglio conosciuto, per il suo lavoro sulla preservazione delle tigri, come 'Uomo Tigre, fu coinvolto attivamente nella formazione del Project Tiger, il primo ed il più grande progetto a salvaguardia della fauna selvatica attivato in India a partire dal 1972.

## Opere
- (FR) Kailash Sankhala, (trad. Florent Jouty), Le tigre : ses mœurs - son histoire - son avenir, MLP Editions, 1998,  p. 96, ISBN 978-2-7434-1070-4.
- (EN) Kailash Sankhala, with a foreword by Indira Gandhi, Tiger, Londea, Collins, novembre 1981,  p. 129, ISBN 0-00-211840-8.
- (EN) Kailash Sankhala, Tigerland, Abridged Ed edition by Longman ELT, 1975,  p. 64, ISBN 0-00-370134-4.
- (EN) Kailash Sankhala, Tiger! The Story of Indian Tiger, Grange, 1991, ISBN 1-85627-888-3.